# Hautot-sur-Mer
Hautot-sur-Mer is een gemeente in het Franse departement Seine-Maritime (regio Normandië). De kustgemeente telt 2120 inwoners (1999) en maakt deel uit van het arrondissement Dieppe.

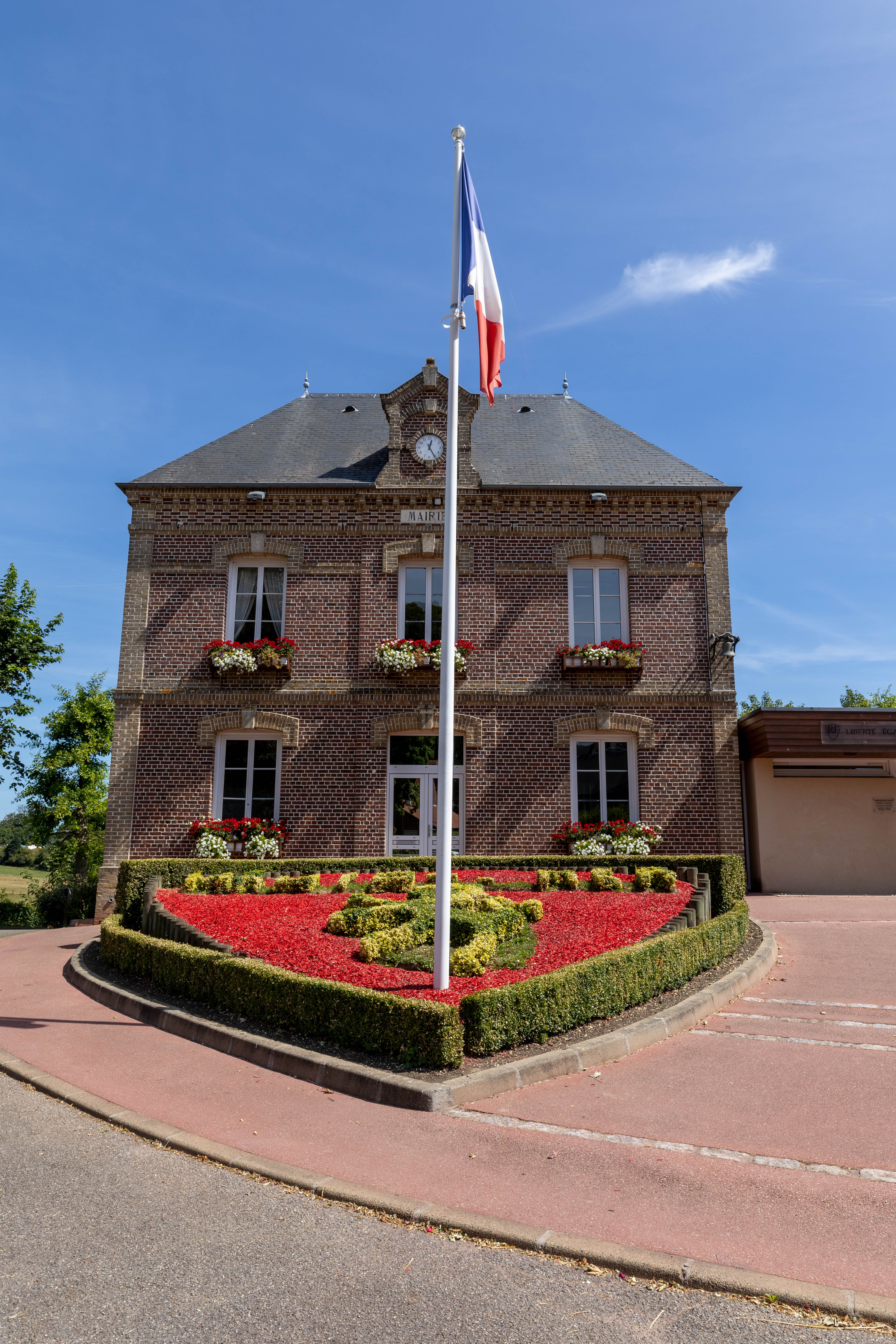
Gemeentehuis

## Geschiedenis
Op de 18de-eeuwse Cassinikaart is het dorp aangeduid als Hottot.
In 1822 werden de buurgemeenten Pourville en Appeville-le-Petit opgeheven en aangehecht bij Hautot-sur-Mer.
In 1958 werd een stukje grondgebied in het noordoosten van de gemeente afgestaan en overgeheveld naar buurgemeente Dieppe.

## Geografie
De oppervlakte van Hautot-sur-Mer bedraagt 9,5 km², de bevolkingsdichtheid is 223,2 inwoners per km². De kustgemeente ligt aan het Kanaal. De Scie stroomt van zuid naar noord door de gemeente en mondt er uit in het Kanaal.
Het dorpscentrum van Hautot ligt in het zuidwesten van de gemeente. In het oosten ligt het dorpje Petit-Appeville aan de Scie. In het noorden ligt de badplaats Pourville-sur-Mer.
Verder liggen in de gemeente nog een aantal gehuchten en wijken. Ten noorden van het dorpscentrum van Hautot ligt het gehucht Bernouville. In het oosten ligt Bas d'Hautot aan de linkeroever van de Scie, stroomopwaarts ten opzichte van Petit-Appeville. In het zuidoosten ligt nog verder stroomopwaarts op de rechteroever Le Plessis.
De onderstaande kaart toont de ligging van Hautot-sur-Mer met de belangrijkste infrastructuur en aangrenzende gemeenten.

## Bezienswaardigheden
- De Église Saint-Rémi van Hautot
- De Église Saint-Rémi van Petit-Appeville, waarvan de toren in 1947 werd ingeschreven als monument historique
- Dieppe Canadian War Cemetery, een Britse militaire begraafplaats met bijna 1000 gesneuvelden uit de Tweede Wereldoorlog

## Demografie
Onderstaande figuur toont het verloop van het inwonertal (bron: INSEE-tellingen).